# 최재환
최재환(崔在煥, 1983년 7월 15일 ~ )은 대한민국의 배우이다.

## 연기 활동

### 드라마
- 2002년 SBS 대하드라마 《야인시대》 - 거지 단역
- 2002년 SBS 일일시트콤 《똑바로 살아라》
- 2003년 KBS2 월화드라마 《상두야 학교가자》
- 2004년 MBC  특별기획드라마 《영웅시대》 - 천태산 돈을 소매치기한 사람들 역
- 2004년 KBS2 단막극 《KBS 드라마시티 - 조선생 소년원에 가다》 ... 창배 역
- 2005년 MBC 단막극 《MBC 베스트극장 - 태릉선수촌》
- 2007년 KBS2 수목드라마 《마왕》 ... 어린 김순기 역
- 2007년 KBS2 월화드라마 《아이 엠 샘》 ... 한상태 역
- 2008년 SBS 월화드라마 《식객》 ... 석동 역
- 2008년 SBS 드라마스페셜 《카인과 아벨》 ... 서진호 역
- 2010년 MBC 월화드라마 《파스타》 ... 정은수 역
- 2010년 KBS2 월화드라마 《국가가 부른다》 ... 이근배 역
- 2010년 MBC 주말드라마 《글로리아》 ... 박동철 역
- 2010년 MBC 단막극 《MBC 일요 드라마 극장 - 사랑을 가르쳐 드립니다》 ... 해커윤 역
- 2011년 SBS 드라마스페셜 《싸인》 ... 안수현 역
- 2011년 MBC 《최고의 사랑》 ... 나이트클럽 웨이터 역
- 2011년 MBC 광복절 특집극 《절정》
- 2011년 SBS 월화드라마 《무사 백동수》 ... 양초립 역
- 2012년 TV조선 《한반도》 ... 박광태 역
- 2013년 MBC 수목드라마 《미스코리아》 ... 김강우 역
- 2014년 KBS2 수목드라마 《조선 총잡이》 ... 상추 역
- 2014년 SBS 월화드라마 《비밀의 문》 ... 허정운 역
- 2015년 tvN 월화드라마 《호구의 사랑》 ... 김태희 역
- 2015년 SBS 드라마스페셜 《냄새를 보는 소녀》 ... 탁지석 역
- 2015년 KBS2 일일드라마 《다 잘될 거야》 ... 오영태 역
- 2016년 KBS2 월화드라마 《동네변호사 조들호》 ... 강일구 역
- 2017년 KBS2 수목드라마 《김과장》 ... TQ택배 노조위원장 역
- 2018년 JTBC 금토드라마 《제3의 매력》 ... 가물치 역
- 2020년 JTBC 월화드라마 《18 어게인》(특별출연)
- 2021년 KBS2 주말드라마 《오케이 광자매》 ... 최고봉 역
- 2022년 MBC 수목드라마 《일당백집사》 ... 서영철 역
- 2022년 SBS 금토드라마 《소방서 옆 경찰서》 ... 배달기사 역
- 2023년 tvN 주말드라마 《 무인도의 디바》 ... 문재식 역
- 2023년 MBC 금토드라마 《조선변호사》 ... 박씨 역

### 영화
- 2002년 《미안합니다》
- 2004년 《말죽거리 잔혹사》 ... 여드름 역
- 2004년 《나두야 간다》 ... 양아치 역
- 2004년 《발레교습소》 ... 검도 소년 역
- 2005년 《레드아이》 ... 이병 역
- 2005년 《간 큰 가족》 ... 터미널 불량학생  역
- 2005년 《연애의 목적》 ... 구석지 학생 1 역
- 2006년 《사랑을 놓치다》 ... 철주 역
- 2006년 《여교수의 은밀한 매력》 ... 용희 친구 역
- 2006년 《비열한 거리》 ... 명구 역
- 2006년 《각설탕》 ... 동기생 2 역
- 2007년 《화려한 휴가》 ... 병조 역
- 2007년 《기담》 ... 재환 역
- 2007년 《내 생애 최악의 남자》 ... 일웅 역
- 2008년 《기다리다 미쳐》 ... 강춘명 역
- 2008년 《숙명》 ... 장삼영 역
- 2008년 《비스티 보이즈》 ... 웨이터 A 역
- 2008년 《아기와 나》 ... 춘성 역
- 2008년 《트럭》 ... 주유소 직원 역
- 2009년 《풍선》
- 2009년 《국가대표》 ... 마재복 역
- 2009년 《청담보살》 ... 환자 2 역
- 2010년 《가족계획》 ... 오빠 역
- 2011년 《위험한 상견례》 ... 전라도 고참 역
- 2012년 《저스트 프렌즈》 ... 남준호 역
- 2015년 《사랑에도 저작권이 있나요?》 ... 동명 역
- 2015년 《약장수》 ... 호철 역
- 2017년 《성판17》 ... 기하 역
- 2019년 《롱 리브 더 킹: 목포 영웅》 ... 호태 역  김래원의 오른팔
- 2019년 《타짜: 원 아이드 잭》 ... 꽁지 2 역
- 2021년 《색다른 그녀》 ... 충재 역
- 2022년 《B컷》 ... 원식 역

### 연극
- 2007년 《매직타임》

### 뮤직비디오
- 2003년 임창정 - 소주한잔

## 광고
- 서울우유(2010년)

## 수상
- 2009년 이천춘사대상영화제 공동연기상